# Eudrepanulatrix rectifascia
Eudrepanulatrix rectifascia är en fjärilsart som beskrevs av George Duryea Hulst 1896. Eudrepanulatrix rectifascia ingår i släktet Eudrepanulatrix och familjen mätare. Inga underarter finns listade i Catalogue of Life.